# Felix Albrecht (Theologe)
Felix Albrecht (* 11. Dezember 1981 in Eckernförde) ist ein deutscher evangelischer Theologe und Septuagintaforscher.

## Werdegang
Felix Albrecht wurde an der Georg-August-Universität Göttingen bei Reinhard Gregor Kratz promoviert. Im Oktober 2015 übernahm er die Arbeitsstellenleitung des Septuaginta-Unternehmens. Von 2016 bis 2019 koordinierte er die „Kommission zur Edition und Erforschung der Septuaginta“ an der Niedersächsischen Akademie der Wissenschaften zu Göttingen. Seit 2020 leitet Albrecht die Arbeitsstelle des Akademievorhabens „Die Editio critica maior des griechischen Psalters“.
Er ist Sekretär der International Organization for Septuagint and Cognate Studies, Mitglied im Vorstand der Robert-Hanhart-Stiftung zur Förderung der Septuaginta-Forschung, Mitherausgeber der Reihe De Septuaginta Investigationes (Vandenhoeck & Ruprecht, Göttingen) sowie der Reihe Parabiblica. Editiones et Studia (Mohr Siebeck, Tübingen).

## Mitgliedschaften (Auswahl)
- Deutsche Morgenländische Gesellschaft (DMG)
- European Association of Biblical Studies (EABS)
- International Organization for Septuagint and Cognate Studies (IOSCS)
- Society of Biblical Literature (SBL)
- Studiorum Novi Testamenti Societas (SNTS)
- Wissenschaftliche Gesellschaft für Theologie (WGTh)

## Publikationen (Auswahl)
- mit Tobias Georges, Reinhard Feldmeier: Alexandria (= Civitatum Orbis MEditerranei Studia 1), Mohr Siebeck, Tübingen 2013. ISBN 978-3-16-151673-3.
- mit Arthur Manukyan: Epiphanius von Salamis: Über die zwölf Steine im hohepriesterlichen Brustschild (De duodecim gemmis rationalis). Nach dem Codex Vaticanus Borgianus Armenus 31 herausgegeben und übersetzt (= Gorgias Eastern Christian Studies 37), Gorgias Press, Piscataway 2014. ISBN 978-1-4632-0279-8.
- mit Reinhard Feldmeier: The Divine Father. Religious and Philosophical Concepts of Divine Parenthood in Antiquity (= Themes in Biblical Narrative 18). Brill, Leiden 2014, ISBN 978-90-04-25625-5.
- Die Weisheit Salomos. Übersetzt und eingeleitet (= Kleine Bibliothek der antiken jüdischen und christlichen Literatur). Vandenhoeck & Ruprecht, Göttingen 2015, ISBN 978-3-525-53464-9.
- Psalmi Salomonis (= Septuaginta. Vetus Testamentum Graecum auctoritate Academiae Scientiarum Gottingensis editum vol. XII, pars 3). Vandenhoeck & Ruprecht, Göttingen 2018 ISBN 978-3-525-53450-2.
- Die Psalmen Salomos. Griechischer Text nebst deutscher Übersetzung und Gesamtregister, Vandenhoeck & Ruprecht, Göttingen 2020 ISBN 978-3-525-57143-9.
- Vom Bernstein zum Luchsstein. Der im Hebräischen mit lšm bezeichnete Stein und seine Äquivalente in Septuaginta und Vetus Latina (= Indogermanische Bibliothek. 3. Reihe, Untersuchungen). Universitätsverlag Winter, Heidelberg 2021, ISBN 978-3-8253-4799-4.
- mit Frank Feder: Editing the Septuagint. The Unfinished Task (= De Septuaginta Investigationes 16). Vandenhoeck & Ruprecht, Göttingen 2022, ISBN 978-3-525-56063-1.
- mit Kenneth Atkinson, Patrick Pouchelle: Essays on the Psalms of Solomon. Its Cultural Background, Significance, and Interpretation (= Parabiblica 2). Mohr  Siebeck, Tübingen 2023, ISBN 978-3-16-162448-3.
- Editionen und Studien zum Testamentum Salomonis (= Parabiblica 1), Mohr Siebeck, Tübingen 2023, ISBN 978-3-16-162443-8.
- mit Reinhard G. Kratz: Editing the Greek Psalter (= De Septuaginta Investigationes 18), Vandenhoeck & Ruprecht, Göttingen 2024, ISBN 978-3-525-56094-5. Open Access.